# Dieter Hufschmidt
Dieter Hufschmidt (* 5. Juni 1935 in Mülheim an der Ruhr; † 23. September 2023 in Hannover) war ein deutscher Schauspieler, Theaterregisseur, Hörspielsprecher und Rezitator.

## Leben
Dieter Hufschmidt wurde als vierter Sohn eines kaufmännischen Angestellten geboren, er hatte sechs Brüder. Während des Zweiten Weltkrieges verbrachte er als Kind drei Jahre seines Lebens im Rahmen der Kinderlandverschickung in Schwaben. Bereits während seiner Schulzeit auf dem Gymnasium nahm er privaten Schauspielunterricht bei Adolf Dell, der damals am Schauspielhaus Düsseldorf engagiert war, und legte seine Bühnenreifeprüfung ab.
Hufschmidt begann seine Theaterlaufbahn in der Spielzeit 1955/56 an den Städtischen Bühnen Bonn, drei Jahre später wechselte er an das Stadttheater Bremerhaven. Nach weiteren Engagements an Bühnen in Braunschweig, Baden-Baden und Münster, wurde er 1969 vom damaligen Intendanten Franz Reichert an das Schauspiel Hannover engagiert, an dem er im September 2015 sein 60-jähriges Bühnenjubiläum feierte. Hier arbeitete er auch als Regisseur. Bis 2006 gehörte er dem Haus in Hannover als festes Ensemblemitglied an, in späteren Jahren spielte er unter anderem am Schauspielhaus Bochum.
Bekannte Stücke unter Hufschmidts Mitwirkung waren Tennessee Williams’ Die Katze auf dem heißen Blechdach, Don Karlos von Friedrich Schiller, Henrik Ibsens Wildente oder die Uraufführung von Lutz Hübners Stück Blütenträume. Die Figur des Sprachprofessors Henry Higgins spielte er sowohl in G. B. Shaws Schauspiel Pygmalion als auch in der Musicaladaption My Fair Lady von Frederick Loewe und Alan J. Lerner.
Einen Namen machte sich Hufschmidt auch durch seine Stimme. Neben seiner Mitwirkung in knapp 100 Hörspielproduktionen ist er durch umfangreiche Lesungen und Rezitationsabende bekannt. So las er beispielsweise über einen Zeitraum von acht Jahren fortlaufend aus Marcel Prousts Roman Auf der Suche nach der verlorenen Zeit. Eine weitere Langzeitlesung hat er mit Der Mann ohne Eigenschaften von Robert Musil initiiert. Unter anderem fanden sich in seinem Repertoire  darüber hinaus Texte von Goethe, Kleist oder Paul Celans Todesfuge.
Einer seiner Brüder war der Komponist und Kirchenmusiker Wolfgang Hufschmidt. In seinem Abschlussfilm 7 Brüder porträtierte der Regisseur Sebastian Winkels 2003 die Geschwister Hufschmidt in einem Dokumentarfilm. Hufschmidt fasste mit dem Solostück Mein Kopf ist ein zwitscherndes Vogelnest Geschichten und Anekdoten aus seinem Leben zu einem Theaterstück zusammen. Über viele Jahre war er Dozent an der Hochschule für Musik, Theater und Medien Hannover, deren Honorarprofessor er später wurde.
Ab Ende der 1950er-Jahre und vermehrt ab dem Beginn der 1970er-Jahre stand Hufschmidt auch immer wieder vor der Kamera. Häufig verkörperte er Amtspersonen wie Richter und Staatsanwälte. In der Serie Unser Lehrer Doktor Specht spielte er in mehreren Folgen einen Schulrat. Er starb im September 2023 im Alter von 88 Jahren.

## Filmografie
- 1962: Becket oder Die Ehre Gottes
- 1962: Flitterwochen
- 1962–1963: Sie schreiben mit (3 Folgen)
- 1963: Dantons Tod
- 1964: Akte Wiltau
- 1964: Ein Engel namens Schmitt
- 1964: Macbeth
- 1965: Ein Ausgangstag
- 1967: Anneliese ruft Krokodil
- 1972: Tod im Studio
- 1973: Das letzte Paradies
- 1973: Lokaltermin (2 Folgen als Staatsanwalt)
- 1975: Beschlossen und verkündet (3 Folgen als Staatsanwalt)
- 1975: Das Kind
- 1976: Ketten
- 1977: Tatort – Wer andern eine Grube gräbt …
- 1978: Kleine bunte Freudenspender
- 1978: Gesucht wird... – Beate Lohmann
- 1978: Kläger und Beklagte – Ein Fall für den Eilrichter
- 1979: Nathan der Weise
- 1980: St. Pauli-Landungsbrücken – Auf der Durchreise
- 1982: St. Pauli-Landungsbrücken – Bobby King
- 1982: Ein Fall für zwei – Brandstiftung
- 1982: Flucht aus London
- 1983: Kinder unseres Volkes
- 1986: Liebling Kreuzberg – Der Beschützer
- 1986: Was zu beweisen war
- 1987: Die Kolonie
- 1989: Eurocops – Falken auf Eis
- 1989: Der Landarzt – Corinna meldet sich zurück
- 1989: Eine unheimliche Karriere
- 1991: Großstadtrevier – Lügenbarone
- 1992: Tatort – Experiment
- 1992–1994: Unser Lehrer Doktor Specht (4 Folgen als Schulrat Amsel)
- 1994–1995: Wir sind auch nur ein Volk (3 Folgen)
- 1996: Mona M. – Mit den Waffen einer Frau – Die Quelle
- 1997: Ein Mann steht seine Frau (Pilotfilm)
- 1997: Tatort – Akt in der Sonne
- 1997: Frauenarzt Dr. Markus Merthin – Unverträglichkeiten
- 1997–2000: Der Kapitän (7 Folgen als Reeder Nielson)
- 1999: Ich bin kein Mann für eine Frau
- 2000: Preis der Schönheit
- 2001: Drehkreuz Airport
- 2003: Nicht ohne meinen Anwalt – Ein unmoralisches Angebot

## Hörspiele (Auswahl)
- 1960: Das Gartenfest – Autorin: Marie Luise Kaschnitz – Regie: Peter Schulze-Rohr
- 1961: Das Zeitalter der Angst – Autor: Wystan Hugh Auden – Regie: Peter Schulze-Rohr
- 1962: Chanteclair oder Das Geheimnis des Sonnenaufgangs – Autor: Edmond Rostand – Regie: Peter Schulze-Rohr
- 1962: Unser Mann aus Havanna – Autor: Graham Greene – Regie: Raoul Wolfgang Schnell
- 1965: Der Kraptaken-Zipfel – Autor: Wolfgang Altendorf – Regie: Armas Sten Fühler
- 1970: Natürliche Auslese – Autor: John G. Taylor – Regie: Hans Rosenhauer
- 1972: Hardenberg schreibt ein Stück – Autor: Rüdiger Kremer – Regie: Günter Bommert
- 1973: Ein hartgesottener Junggeselle – Autor: Jean Marsus – Regie: Günter Siebert
- 1975: Der Rollmeyer-Effekt – Autor: Herbert Timm – Regie: Günter Siebert
- 1976: Heimat. Träume – Autor: Guntram Vesper – Regie: Gottfried von Einem
- 1978: Mittwochs keine Sprechstunde – Autor: Arnold E. Ott – Regie: Günter Siebert
- 1981: Teamwork – Autor: Günter Kunert – Regie: Hans Rosenhauer
- 1984: Nach einer Lektüre von Orwell – Autor und Regie: Mauricio Kagel
- 1986: Lutschers Land – Autor und Regie: Peter Zwei
- 1989: Verhör in Kapstadt – Autor: André Müller – Regie: Frank Hübner
- 1992: Boulevard – Autor: Dietmar Guth – Regie: Stefan Hardt
- 1993: Sechs Stationen mit Karl Erich Maier – Autor: Dietmar Guth – Regie: Rüdiger Kremer
- 1994: Der Mann mit dem Amseltick – Autor: Rainer Puchert – Regie: Till Bergen
- 1995: Amok – Drei Spaziergänge – Autor: Mike Markart – Regie: Hans Helge Ott
- 1995: Rondo – Autor: Jürg Amann – Regie: Rüdiger Kremer
- 2001: Beckett in Hamburg und Lübeck, 1936 – Autor: James Knowlson – Regie: Hans Helge Ott
- 2004: Madame Bovary – Autor: Gustave Flaubert – Regie: Christiane Ohaus
- 2008: Hammerstein oder Der Eigensinn – Autor: Hans Magnus Enzensberger – Regie: Christiane Ohaus
- 2014: Am Sonntag zwischen Krieg und Frieden – Autor: Gordian Maugg – Regie: Gordian Maugg und Holger Rink